# Friedrichshafen C.I
Il Friedrichshafen C.I fu un aereo da ricognizione monomotore biplano sviluppato dall'azienda tedesco imperiale Flugzeugbau Friedrichshafen GmbH nei primi anni dieci del XX secolo e rimasto allo stadio di prototipo.
Variante terrestre dell'idrovolante Friedrichshafen FF 33 da pattugliamento marittimo e da caccia/caccia di scorta fu tra i modelli proposti all'Idflieg per equipaggiare i reparti della Luftstreitkräfte, la componente aerea del Deutsches Heer (l'esercito imperiale tedesco), durante la prima guerra mondiale, tuttavia non venne selezionato per la produzione in serie ed il progetto venne abbandonato.

## Storia del progetto
Durante le prime fasi della prima guerra mondiale, il rapido sviluppo dell'industria aeronautica consentì il costante adeguamento della flotta aerea delle varie nazioni impegnate nel conflitto. L'Idflieg, organo deputato alla gestione dell'aeronautica militare dell'Impero tedesco, emise a tal proposito una serie di specifiche atte ad ottenere velivoli dalle prestazioni sempre migliori, adeguate alle nuove esigenze belliche, da destinare ai reparti della Luftstreitkräfte.
La Flugzeugbau Friedrichshafen, dopo aver realizzato il FF 33, idrovolante di successo sviluppato per soddisfare le esigenze della Kaiserliche Marine, la marina militare tedesco imperiale, decise di presentare il modello modificando la versione FF 33l essenzialmente rimuovendo la struttura tubolare che collegava i due galleggianti ed installando al suo posto un semplice carrello d'atterraggio fisso, con la configurazione classica del periodo, asse rigido ruotato anteriore più pattino d'appoggio sotto la coda.
Il prototipo, ricavato dalla conversione della cellula idro No. 1267, venne portato in volo per la prima volta nel corso del 1916 ma presentato alla commissione esaminatrice dell'Idflieg non riuscì ad impressionare positivamente il personale militare e non venne presentata alcuna richiesta di fornitura.

## Utilizzatori
Germania
- Luftstreitkräfte

solamente in prove di valutazione.